# Catedral de Santa María de Edimburgo
La catedral de Santa María o iglesia catedral de Santa María la Virgen es una catedral de la Iglesia episcopal escocesa situada en Edimburgo, Escocia. Fue construida a finales del siglo XIX en el extremo oeste de la Ciudad nueva de Edimburgo. La catedral es la sede del obispo de Edimburgo, uno de los siete obispos de la Iglesia episcopal, que forma parte de la Comunión Anglicana. Diseñada en un estilo gótico por George Gilbert Scott, la catedral está ahora protegida como edificio de categoría A y forma parte del Patrimonio de la Humanidad de la Ciudad Vieja y la Ciudad Nueva de Edimburgo. Su aguja, que alcanza los 90 metros, hace que el edificio sea el más alto de la zona urbana de Edimburgo.